# Assassin's Creed: Brotherhood
Assassin's Creed: Brotherhood is een action-adventurecomputerspel ontwikkeld door Ubisoft voor Microsoft Windows, PlayStation 3 en Xbox 360. De Europese releasedatum voor dit spel was 19 november 2010 voor de consoles, en 18 maart 2011 voor pc in Europa. Het spel is een direct vervolg op Assassin's Creed II en het verhaal speelt zich vlak na het einde van Assassin's Creed II af, met Ezio Auditore da Firenze wederom als de hoofdrolspeler. In tegenstelling tot de vorige twee delen is er in dit spel wel een mogelijkheid tot multiplayer. Op 15 november 2016 is de game samen met Assassin’s Creed II en Assassin’s Creed Revelations op de PlayStation 4 & Xbox One verschenen als The Ezio Collection

## Verhaal
Nadat de Tempeliers de schuilplaats van de sluipmoordenaars binnenvielen, zetten Lucy Stillman, Shaun Hastings, Desmond Miles en Rebecca Crane een nieuwe schuilplaats op in het toevluchtsoord, onder de Villa Auditore in Monteriggioni. Desmond gaat terug in de Animus om de locatie van de appel uit het paradijs via Ezio te achterhalen, omdat Lucy ervan overtuigd is dat het de sleutel is die naar de tempels waarover Minerva sprak zal leiden.
Terug in 1499 is Ezio nog steeds overdonderd door wat hij in de kerker heeft gezien, maar hij verlaat dan snel Rome, samen met zijn oom Mario, om terug te keren naar Monteriggioni. Ezio is ervan overtuigd dat de strijd gestreden is en kijkt vooruit naar een rustig leventje, al is Niccolò Machiavelli ontstemd dat Ezio Rodrigo Borgia liet leven. De volgende morgen wordt het stadje echter belegerd door Cesare Borgia, de zoon van de paus. Monteriggioni wordt in puin gelegd door de verrassingsaanval, en Mario Auditore sneuvelt. Bovendien maakt Cesare het deel van het paradijs buit en neemt hij Catherina Sforza als gevangene mee naar Rome. Ezio heeft onmiddellijk spijt dat hij Rodrigo in leven liet, en reist naar Rome om de Tempeliers in het hart te treffen. Hij treft Rome aan als een verloederde stad die kreunt onder het regime van de corrupte Borgia's, en hij merkt dat de sluipmoordenaars de strijd verliezen. Vastbesloten wil hij samen met Machiavelli het sluipmoordenaarsgilde nieuw leven inblazen, om de strijd aan te gaan tegen zijn nieuwe aartsvijand, Cesare Borgia.
Wanneer Ezio een eerste keer de Engelenburcht insluipt om af te rekenen met Rodrigo en Cesare, ziet hij hoe Cesare passioneel zijn zus Lucrezia kust, maar hij vertrekt voor Ezio in de buurt kan komen. Ook de paus blijkt er niet te zijn, en dus bevrijdt Ezio Catherina uit haar cel door Lucrezia te gijzelen. Hij neemt de dief La Volpe, de huurling Bartolomeo d'Alviano, en zijn zus Claudia op in het gilde, en zet een ondergronds verzet op, bestaande uit dieven, huurlingen en courtisanes. Ezio opent de aanval op de middelen van Cesare. Hij doodt zijn bankier, Juan Borgia, zodat het geld opraakt en de aanvoerder van de Franse troepen, de baron van Valois, zodat die Cesare niet meer kunnen helpen. Ook krijgt hij de sleutel van het Castello in handen zodat hij makkelijk binnen kan dringen. Uiteindelijk wordt Ezio gepromoveerd tot Il Mentore, de mentor, het hoofd van de sluipmoordenaars.
Net zoals in Assassin's Creed II, heeft proefpersoon 16 allerhande puzzels achtergelaten voor Desmond. Wanneer hij ze alle tien ontcijfert, is er geen filmpje, maar een uitvoerbaar programma, waarin een virtuele versie van 16 Desmond waarschuwt, dat "er weinig tijd is", en het te laat is om hen te redden". Wanneer Desmond om meer uitleg vraagt, antwoordt proefpersoon 16 dat "het DNA van Eva de sleutel is" en dat "hij bij Desmond zal blijven tot het einde, dat hij te vinden is in het duister". Daarna vervaagt hij.
Rodrigo keurt de acties van zijn zoon echter steeds meer af. Wanneer Cesare de Engelenburcht komt binnengestormd, vragend om meer geld en het deel van het paradijs, probeert Rodrigo hem te vergiftigen met een appel. Cesare wordt echter gewaarschuwd door zijn zus en duwt de appel in de mond van zijn vader, die sterft. Dan dwingt hij zijn zus om de locatie van de appel uit het paradijs te onthullen en vertrekt zodra hij die weet, Lucrezia gechoqueerd achterlatend. Ezio, die het allemaal gehoord heeft, is echter het eerst bij de appel, en gebruikt hem om de laatste steun die Cesare nog had in de stad helemaal weg te nemen. Niet lang daarna wordt Cesare door de nieuwe paus Julius II gearresteerd op beschuldiging van moord, verraad en incest. Cesares laatste woorden zijn "dat ketens hem niet zullen stoppen", en dat "geen mens hem kan doden".
Ezio, ongerust over Cesares woorden, gebruikt de appel om te achterhalen wat er met Cesare zal gebeuren. Hij ziet dat de voormalige Kapitein-Generaal ontsnapt uit de gevangenis en zich in Spanje bij zijn schoonbroer, koning Johan III van Navarra, voegt en de leiding krijgt over een leger om Viana aan te vallen. Ezio vertrekt meteen naar Spanje om met zijn aartsvijand voorgoed af te rekenen. In 1507, tijdens het beleg van Viana, hebben ze een laatste confrontatie op de kasteelmuur, en Ezio verslaat Cesare, die nog altijd beweert dat geen mens hem kan doden. Ezio wil het lot laten beslissen en laat Cesare van de muur vallen, zijn dood tegemoet. Daarna verstopt hij de appel in een andere kerker, de Santa Maria in Aracoeli, in de tempel van Juno.
Nu ze de locatie van de appel hebben, reizen de hedendaagse sluipmoordenaars naar Rome en openen de tempel, hopend om de locaties van de andere tempels te weten te komen. Desmond wordt echter aangesproken door een hologram van Juno, die behoort tot dezelfde soort als Minerva die voorkomt in Assassin's Creed II. Lucy, Shaun en Rebecca lijken haar echter niet te kunnen horen. Ze spreekt op een vijandige toon over de mensheid en stelt dat ze onwetend zijn, en daarom maar vijf zintuigen hebben. Het zesde zintuig, het arendsoog, hebben ze proberen door te geven na de catastrofe, maar uiteindelijk roept ze "dat we jullie hadden moeten laten zoals jullie waren!"
Wanneer ze in de buurt van de appel komen, laat deze allemaal vreemde symbolen zien. Shaun begint uit te leggen wat ze zijn, maar wanneer Desmond de appel aanraakt, bevriezen ze allemaal, al kan Desmond nog spreken. Juno zegt dat "zijn DNA de appel geactiveerd heeft", en "het pad moet worden geopend". Ze dwingt Desmond om Lucy neer te steken met zijn verborgen mes, ondanks zijn protesten. Lucy en Desmond vallen beiden op de grond, en Juno zegt "dat het gebeurd is" en dat Desmond "Eva moet zoeken, alleen!". De credits lopen, en twee mannenstemmen worden gehoord, één claimt dat Desmond in shock is, de andere beveelt om Desmond weer in de Animus te stoppen als remedie.

### De verdwijning van Da Vinci
Op 8 maart werd er een DLC uitgebracht, genaamd "De verdwijning van Da Vinci". In 1506 werd Leonardo da Vinci gekidnapt door de cultus van Hermes, die zochten naar de tempel van Pythagoras en het getal van Pythagoras. Samen met de assistent van Leonardo, Salai, ontdekt Ezio dat Leonardo aanwijzingen heeft achtergelaten op verschillende van zijn schilderijen, die de Borgia's hebben meegenomen tijdens de aanval op de Villa. Ezio zoekt de schilderijen, waardoor hij onder anderen Lucrezia Borgia opnieuw ontmoet. Nadat hij de aanwijzingen heeft gevonden en ontcijferd weet hij waar de ingang van de tempel is, en kan hij Leonardo bevrijden. Samen verkennen ze verder de tempel, die een nieuwe kerker blijkt zoals die in het Vaticaan en in de Santa Maria in Aracoeli. In de laatste ruimte worden ze geconfronteerd met de symbolenreeks 43 39 19 N en 75 27 42 W. Leonardo is verward, maar Ezio zegt dat "het niet voor hen bedoeld is", en samen vertrekken ze weer. Een van de stemmen die al eerder te horen waren, zegt nu dat ze een locatie voor de tempel hebben, en dat Desmond in een coma is.

## Gameplay

### Singleplayer
Net zoals in Assassin's Creed II wordt de hoofdrol gespeeld door Ezio Auditore da Firenze. Volgens Ubisoft bevat het spel ruim 15 uur aan singleplayergameplay. Het spel speelt zich af in Rome met de mogelijkheid om andere sluipmoordenaars op te leiden. Ezio ontmoet in de missies historische figuren zoals Leonardo da Vinci, Niccolò Machiavelli, Cesare Borgia, Rodrigo Borgia (Alexander VI) en Catherina Sforza. Naast een aantal wapens uit de vorige delen bevat het spel ook nieuwe wapens zoals een kruisboog en gifpijltjes.
In een presentatie van de E3 was het begin van het spel te zien. De speler ziet hoe Monteriggioni wordt aangevallen door een leger. Men ziet ook meteen een aantal nieuwe aanvalstechnieken waaronder het gooien met een bijl en de mogelijkheid een zwaard en pistool tegelijk te gebruiken. Het is tevens mogelijk om voor het eerst met een paard binnen in steden te rijden. Ook zijn er een aantal nieuwe vijanden te zien. Uit een trailer blijkt dat de nieuwe aartsvijand van de speler de zoon van Rodrigo Borgia is (Cesare Borgia). Hij zit in een koets met de nieuwe paus. Hierin is te zien dat Ezio door een menigte richting de koets loopt. Ondertussen worden wachters door een pijlenregen gedood. Als Ezio oog in oog komt te staan met de zoon van Rodrigo Borgia en een klein leger van de pauselijke wachters, wordt hij bijgestaan door vier andere sluipmoordenaars.
In de trailer zijn ook een paar nieuwe wapens te zien waaronder vuurwapens en een kruisboog.
Andere vernieuwingen zijn: de speler traint burgers die hij/zij tot sluipmoordenaar promoveert. Je kunt ze op missies sturen om geld mee te verdienen of men kan ze laten helpen in gevechten. Om ze te kunnen trainen moet de speler de commandant van een gebied vermoorden en dan de toren in dat gebied in brand steken om het gebied te bevrijden. Als de speler een gebied bevrijd heeft, kan hij/zij ook de gebouwen die in verval zijn geraakt (zoals winkels en tunnelverbindingen) renoveren om zo elke 20 minuten geld te verdienen, zodat men op meer plekken spullen kan kopen.

### Multiplayer
Voor het eerst in de Assassin's Creed-reeks heeft de speler de kans om online te spelen. De spelers zijn rekruten van Abstergo, die door het overname-effect de vaardigheden van sluipmoordenaars moeten krijgen. Punten worden verdiend door je doelwitten te doden en te ontsnappen aan je achtervolgers. Hoe "stealthier" de kill, hoe meer bonuspunten. Op deze manier wint niet altijd de persoon met de meeste kills. Punten worden ook gebruikt om een hoger niveau te behalen, naar een totaal van 50 niveaus. Nieuwe niveaus ontgrendelen nieuwe vaardigheden en reeksen, die helpen om een hogere score te behalen. Het doelwit wordt aangeduid met een kompas, dat wijst in de richting waar het doelwit is, en of het hoger/lager is dan waar je momenteel bent. Naarmate men dichterbij komt wordt het kompas wijder, tot de cirkel volledig gevuld is. Vanaf dan moet men het doelwit proberen te onderscheiden van zijn omgeving. Als het doelwit in zicht is zal het kompas gloeien. Als men te opvallend reageert terwijl het doelwit in de buurt is, zal de waarnemingsmeter afnemen, en wanneer die leeg is ontstaat er een achtervolging.

#### Personages
Er zijn 21 verschillende personages waaruit men kan kiezen om te spelen. Er is geen wezenlijk verschil tussen de personages, behalve de kill-animaties en hun wapen. Spelers in hetzelfde team hebben automatisch hetzelfde personage, dat door de leider wordt bepaald. De 21 personages zijn: de priester, de dokter, de sluiper, de edelman, de courtisane, de ingenieur, de smid, de beul, de barbier, de smokkelaar, de struikrover, de kapitein, de huurling en de dievegge. De harlekijn en de officier zijn alleen beschikbaar voor pre-orders, en de hellequin (een vrouwelijke harlekijn) kan worden gekocht op Uplay voor 40 zogenaamde Units. Met de DLC "De verdwijning van Da Vinci" werden nog eens vier personages toegevoegd: de dama rossa, de paria, de ridder en de markies. Wanneer spelers een hoger niveau behalen, kunnen ze de uitrusting en de kleur van de personages aanpassen.

#### Game-modi
De game-modi worden onderverdeeld in drie categorieën: ieder voor zich, co-op, en teamspellen.
Ieder voor zich heeft drie game-modi: Gezocht, Gezocht geavanceerd, en Vermoorden. In Gezocht krijgt ieder een contract (een doelwit) en een achtervolger toegewezen. Het is de bedoeling je doelwit te doden en zelf aan je achtervolger te ontkomen. Ze verliezen hun contract als ze zelf worden gedood, een NPC doden, of worden "verdoofd" door hun doelwit. Naargelang de wedstrijd vordert zal degene die aan de leiding staat meer achtervolgers achter zich aankrijgen. Wie nadat de tijd is afgelopen de hoogste score heeft, wint. In Gezocht geavanceerd gelden dezelfde regels, maar duidt het kompas geen hoger of lager aan, wat het moeilijker maakt om het doelwit te vinden.
In Vermoorden worden er geen contracten gegeven, je moet andere spelers zelf proberen te identificeren en vast te zetten, daarna kun je hen doden. Het kompas is veel minder precies, wat het moeilijker maakt. Omdat spelers elkaar kunnen doden, mag alleen de persoon die het eerst de andere vastzet doden.
Co-op bestaat uit twee game-modi: Bondgenootschap en Bondgenootschap geavanceerd. De zes spelers worden ingedeeld in teams van twee, die hetzelfde personage gebruiken, en het bestaat uit twee rondes. Om te winnen moet je als team de meeste punten halen. Je krijgt één team als achtervolgers, en één team als doelwit. Na de eerste ronde worden de rollen omgedraaid, en het team dat jou achtervolgde, wordt nu je doelwit, en het team dat jij achtervolgde, zal nu jou achtervolgen. Door in de buurt van je teamgenoot te blijven kan je extra bonussen scoren. Bondgenootschap geavanceerd werkt op dezelfde manier, maar net als in Gezocht geavanceerd geven de kompassen geen hoger of lager aan.
De teamspellen hebben drie game-modi: Klopjacht, Escorte en Kisten veroveren. In Klopjacht worden de spelers in twee teams verdeeld, waarbij team 1 de jagers zijn, en team 2 de doelwitten. De jagers krijgen punten voor kills, en team 2 krijgt punten voor ontsnappingen, verdoven van de jagers en verborgen blijven. Na de eerste ronde worden de rollen omgedraaid, en worden de jagers de doelwitten. Ook in Escorte zijn er twee teams: VIP-jagers en VIP-beschermers. De twee VIP's zijn NPC's die verschillende controlepunten doorlopen, en de VIP-beschermers moeten hen in leven houden, want elk controlepunt levert punten op. De VIP-jagers krijgen punten door de VIP te doden, en door de beschermers te verdoven. Na de eerste ronde worden de rollen omgedraaid. In Kisten veroveren worden er twee teams gemaakt: beschermers en veroveraars. Er worden op de kaart drie kisten geplaatst, en de veroveraars kunnen punten scoren door in de nabijheid ervan te gaan staan, en na een tijdje is de kist veroverd. Als alle drie de kisten worden veroverd, worden er drie nieuwe geplaatst. De beschermers moeten de veroveraars doden voor zij de kisten kunnen veroveren. In de volgende ronden worden de rollen omgedraaid. Het team dat na twee rondes de meeste punten heeft, wint.

## Ontvangst
| Beoordeeld door        | Platform      | Datum            | Score |
| ---------------------- | ------------- | ---------------- | ----- |
| GamePro (USA)          | Xbox 360      | 16 november 2010 | 100%  |
| Game Chronicles        | Xbox 360      | 18 december 2010 | 97%   |
| 1UP                    | Xbox 360      | 16 november 2010 | 91%   |
| AusGamers              | Xbox 360      | 17 november 2010 | 89%   |
| PC Gameplay (Benelux)  | Xbox 360      | 26 november 2010 | 88%   |
| GameSpot               | PlayStation 3 | 16 november 2010 | 85%   |
| GamesCollection        | Xbox 360      | 23 november 2010 | 85%   |
| Mana Pool              | Windows       | 7 juni 2012      | 84%   |
| Absolute Games (AG.ru) | Xbox 360      | 7 februari 2011  | 80%   |
| Gamekult               | Xbox 360      | 18 november 2010 | 80%   |